# Naz̧ar Kandī
Naz̧ar Kandī (persiska: نظر کندی) är en ort i Iran.   Den ligger i provinsen Östazarbaijan, i den nordvästra delen av landet, 600 km nordväst om huvudstaden Teheran. Naz̧ar Kandī ligger 646 meter över havet och antalet invånare är 111.
Terrängen runt Naz̧ar Kandī är kuperad söderut, men norrut är den bergig. Naz̧ar Kandī ligger nere i en dal. Runt Naz̧ar Kandī är det ganska glesbefolkat, med 27 invånare per kvadratkilometer. Närmaste större samhälle är Nowjmehr, 1,9 km nordväst om Naz̧ar Kandī. Trakten runt Naz̧ar Kandī består i huvudsak av gräsmarker.